# Elecciones estatales de Tamaulipas de 2010
Las Elecciones estatales de Tamaulipas de 2010 se celebraron el domingo 4 de julio de 2010, habiéndose renovado los siguientes cargos de elección popular:
- Gobernador de Tamaulipas. Titular del poder ejecutivo del estado, electo para un periodo de seis años no reelegibles en ningún caso. El candidato electo fue Egidio Torre Cantú de la coalición Todos Tamaulipas en sustitución de Rodolfo Torre Cantú.
- 43 ayuntamientos. Compuestos por un presidente municipal y regidores, electos para un periodo de tres años no reelegibles para el periodo inmediato.
- 36 diputados al Congreso del Estado. 22 electos por una mayoría de cada uno de los distritos electorales y 14 de representación proporcional.

## Resultados electorales

### Gobernador
|  | 61.58 % |

|  | 30.81 % |

|  | 2.84 % |

|  | 1.19 % |

|  | 1.11 % |

|  | 2.42 % |

|  | 100.00 % |

### Ayuntamientos
| Partido/Coalición                         | Partido/Coalición                               | Municipios |
| ----------------------------------------- | ----------------------------------------------- | ---------- |
|                                           | PRI-NUEVA ALIANZA Todos Tamaulipas (PRI, PANAL) | 23         |
|                                           | Todos Tamaulipas (PRI, PVEM, PANAL)             | 7          |
|                                           | Partido Acción Nacional                         | 7          |
|                                           | Partido Revolucionario Institucional            | 5          |
|                                           | Partido de la Revolución Democrática            | 1          |
|                                           | Partido del Trabajo                             | 0          |
|                                           | Convergencia                                    | 0          |
| Fuente: Instituto Electoral de Tamaulipas |                                                 |            |

#### Candidatos electos
| Municipio          | Partido/Coalición | Alcalde (2011-2013)                  |
| ------------------ | ----------------- | ------------------------------------ |
| Abasolo            |                   | Juan Antonio Curiel Curiel           |
| Aldama             |                   | Ismael Hervet Bautista               |
| Altamira           |                   | Pedro Carrillo Estrada               |
| Antiguo Morelos    |                   | Arturo Ibarra Torres                 |
| Burgos             |                   | Fernando López Pando                 |
| Bustamante         |                   | Juvencio Becerra Pérez               |
| Camargo            |                   | María del Carmen Rocha Hernández     |
| Casas              |                   | Santos Zurita Sánchez                |
| Ciudad Madero      |                   | Jaime Turrubiates Solís              |
| Cruillas           |                   | José Felipe García García            |
| Gómez Farías       |                   | José Flores Castellanos              |
| González           |                   | Manuel González Parreño              |
| Güémez             |                   | José Lorenzo Morales Amaro           |
| Guerrero           |                   | Luis Gerardo Ramos Gómez             |
| Gustavo Díaz Ordaz |                   | Humberto Roque Cuéllar               |
| Hidalgo            |                   | Gonzalo Uvalle Morales               |
| Jaumave            |                   | Epigmenio Villarreal Valadez         |
| Jiménez            |                   | Jorge Salazar Méndez                 |
| Llera              |                   | Mario Alberto Ortiz Cano             |
| Mainero            |                   | Martín Irineo Tovar González         |
| Mante              |                   | Humberto Flores Dewey                |
| Matamoros          |                   | Víctor Alfonso Sánchez Garza         |
| Méndez             |                   | Pedro García Palacios                |
| Mier               |                   | Alberto González Peña                |
| Miguel Alemán      |                   | Ramón Edmundo Rodríguez Garza        |
| Miquihuana         |                   | Matías Meléndez Cruz                 |
| Nuevo Laredo       |                   | Benjamín Galván Gómez                |
| Nuevo Morelos      |                   | José Luis Najera Castillo            |
| Ocampo             |                   | Abraham Pineda Díaz                  |
| Padilla            |                   | Edgar Eduardo Alvarado García        |
| Palmillas          |                   | Jorge Luis Monita Silva              |
| Reynosa            |                   | Jesús Everardo Villarreal Salinas    |
| Río Bravo          |                   | Juan Diego Guajardo Anzaldúa         |
| San Carlos         |                   | Arnoldo Morales Meléndez             |
| San Fernando       |                   | Tomás Gloria Requena                 |
| San Nicolás        |                   | Manuel Guadalupe González Villarreal |
| Soto la Marina     |                   | Edgar Edelmiro Gómez Gandaria        |
| Tampico            |                   | María Magdalena Peraza Guerra        |
| Tula               |                   | René Lara Cisneros                   |
| Valle Hermoso      |                   | Efraín de León León                  |
| Victoria           |                   | Miguel Ángel González Salum          |
| Villagrán          |                   | Luis Javier Hernández Juárez         |
| Xicoténcatl        |                   | César Augusto Verástegui Ostos       |

#### Ayuntamiento de Victoria
|  | 77.22 % |

|  | 16.23 % |

|  | 2.23 % |

|  | 1.86 % |

|  | 0.22 % |

|  | 2.21 % |

|  | 100.00 % |

#### Ayuntamiento de Reynosa
|  | 58.67 % |

|  | 32.28 % |

|  | 3.98 % |

|  | 1.63 % |

|  | 1.36 % |

|  | 2.43 % |

|  | 100.00 % |

#### Ayuntamiento de Río Bravo
|  | 48.27 % |

|  | 37.80 % |

|  | 8.24 % |

|  | 2.39 % |

|  | 0.87 % |

|  | 2.43 % |

|  | 100.00 % |

#### Ayuntamiento de Xicotencatl
|  | 57.20 % |

|  | 39.92 % |

|  | 0.61 % |

|  | 0.54 % |

|  | 0.11 % |

|  | 0.02 % |

|  | 1.57 % |

|  | 100.00 % |

#### Ayuntamiento de Matamoros
|  | 62.90 % |

|  | 30.33 % |

|  | 2.16 % |

|  | 1.27 % |

|  | 1.22 % |

|  | 2.09 % |

|  | 100.00 % |

#### Ayuntamiento de El Mante
|  | 58.81 % |

|  | 35.36 % |

|  | 1.08 % |

|  | 1.02 % |

|  | 1.00 % |

|  | 1.07 % |

|  | 100.00 % |

#### Ayuntamiento de Nuevo Laredo
|  | 73.15 % |

|  | 19.62 % |

|  | 3.44 % |

|  | 1.00 % |

|  | 0.84 % |

|  | 1.93 % |

|  | 100.00 % |

#### Ayuntamiento deTampico
|  | 49.08 % |

|  | 45.27 % |

|  | 1.82 % |

|  | 1.19 % |

|  | 0.94 % |

|  | 1.67 % |

|  | 100.00 % |

#### Ayuntamiento deCiudad Madero
|  | 61.35 % |

|  | 28.12 % |

|  | 3.93 % |

|  | 2.64 % |

|  | 1.74 % |

|  | 2.18 % |

|  | 100.00 % |

#### Ayuntamiento deValle Hermoso
|  | 50.75 % |

|  | 24.77 % |

|  | 19.50 % |

|  | 04.96 % |

|  | 0.55 % |

|  | 0.17 % |

|  | 02.58 % |

|  | 100.00 % |

### Diputados
| Partido/Coalición | Partido/Coalición                    | Mayoría relativa | Proporcional | Total |
| ----------------- | ------------------------------------ | ---------------- | ------------ | ----- |
|                   | Partido Revolucionario Institucional | 22               | 4            | 26    |
|                   | Partido Acción Nacional              | 0                | 6            | 6     |
|                   | Partido Verde Ecologista de México   | 0                | 1            | 1     |
|                   | Nueva Alianza                        | 0                | 1            | 1     |
|                   | Partido de la Revolución Democrática | 0                | 1            | 1     |
|                   | Partido del Trabajo                  | 0                | 1            | 1     |

Fuente:Memoria 2010

## Encuestas preelectorales
| Encuestadora      | Fecha               | Rodolfo | Pepe  | Almanza | NS/NC  |
| ----------------- | ------------------- | ------- | ----- | ------- | ------ |
| Encuestadora      | Fecha               |         |       |         | NS/NC  |
| GCE-Milenio       | 21 de abril de 2010 | 49.8%   | 31.4% | 3.8%    | 00.00% |
| Consulta Mitofsky | 11 de mayo de 2010  | 67.0%   | 25.0% | 7.0%    | 00.00% |
| GCE-Milenio       | 1 de junio de 2010  | 58.4%   | 20.1% | 3.8%    | 00.00% |
| GCE-Milenio       | 21 de junio de 2010 | 48.8%   | 13.9% | 2.5%    | 00.00% |
| Consulta Mitofsky | 21 de junio de 2010 | 61.0%   | 30.0% | 6.0%    | 00.00% |

## Elecciones internas de los partidos políticos

### Partido Acción Nacional
El 30 de octubre de 2009 el diputado Francisco García Cabeza de Vaca manifestó su aspiración a ser candidato del PAN a Gobernador en las elecciones de 2010; seguido el 10 de noviembre, por Ángel Sierra Ramírez, coordinador del Fondo Nacional de Apoyo a Empresas de Solidaridad quien se manifestó públicamente en el mismo sentido; y el 11 de noviembre por Ramón Antonio Sampayo Ortiz, quien manifestó que buscaría ser candidato a gobernador o en su defecto a presidente municipal de Matamoros; además de ellos, se mencionó como posibles precandidatos al senador José Julián Sacramento Garza y al exdiputado Luis Alonso Mejía; el 22 de noviembre Santiago Creel manifestó su apoyo a José Julián Sacramento Garza como aspirante a la candidatura.
El 2 de febrero de 2010 el PAN anunció que para evitar la posible intervención del narcotráfico en elección de su candidato a la gubernatura, este sería designado directamente por el comité ejecutivo nacional el 15 de febrero, la reunión del C.E.N. se llevó a cabo el 18 de febrero, siendo designado como candidato José Julián Sacramento Garza.

### Partido Revolucionario Institucional
El 10 de enero de 2010 los partidos del PRI, PVEM y PANAL firmaron el acuerdo para la coalición “Todos Tamaulipas” con el cual irán en alianza total para la gubernatura de Tamaulipas y parcial en diputaciones y alcaldías y el jueves 21 de enero de 2010 dan a conocer a Rodolfo Torre Cantú como candidato de unidad en el PRI. El 14 de marzo se realizó oficialmente la convención de delegados que eligió a Rodolfo Torre Cantú como candidato del PRI a la gubernatura y ante la cual tomó protesta. Sin embargo, el candidato fue asesinado el día 28 de junio por lo que el partido tuvo que designar a un nuevo candidato para la elección estatal de Tamaulipas. El 30 de junio fue presentado su hermano Egidio Torre Cantú como candidato sucesor a gobernador de Tamaulipas.

### Partido de la Revolución Democrática
En 6 de enero de 2010 el dirigente estatal del PRD en Tamaulipas, Jorge Valdez, se manifestó a favor de que el candidato de su partido a la gubernatura sea el empresario Lino Korrodi, así mismo, de forma una coalición electoral con el PAN.
El 14 de abril de 2010 el comité ejecutivo nacional del PRD eligió por unanimidad como candidato a la gubernatura a Julio Almanza Armas.